# رومان روكي
رومان روكي (2 أكتوبر 1981 في فرنسا - ) (بالفرنسية: Romain Rocchi)‏ هو لاعب كرة قدم فرنسي في مركز الوسط. لعب مع باريس سان جيرمان ونادي أجاكسيو ونادي أرليه أفينيون ونادي باستيا ونادي كان ونادي ميتز ونادي هبوعيل تل أبيب.

## وصلات خارجية
- رومان روكي على موقع قاعدة بيانات كرة القدم.إي يو (الإنجليزية)
- رومان روكي على موقع ليكيب (الفرنسية)
- رومان روكي على موقع Soccerbase.com (لاعب) (الإنجليزية)
- رومان روكي على موقع Soccerway.com (الإنجليزية)
- رومان روكي على موقع AS.com (الإسبانية)